# Ainola

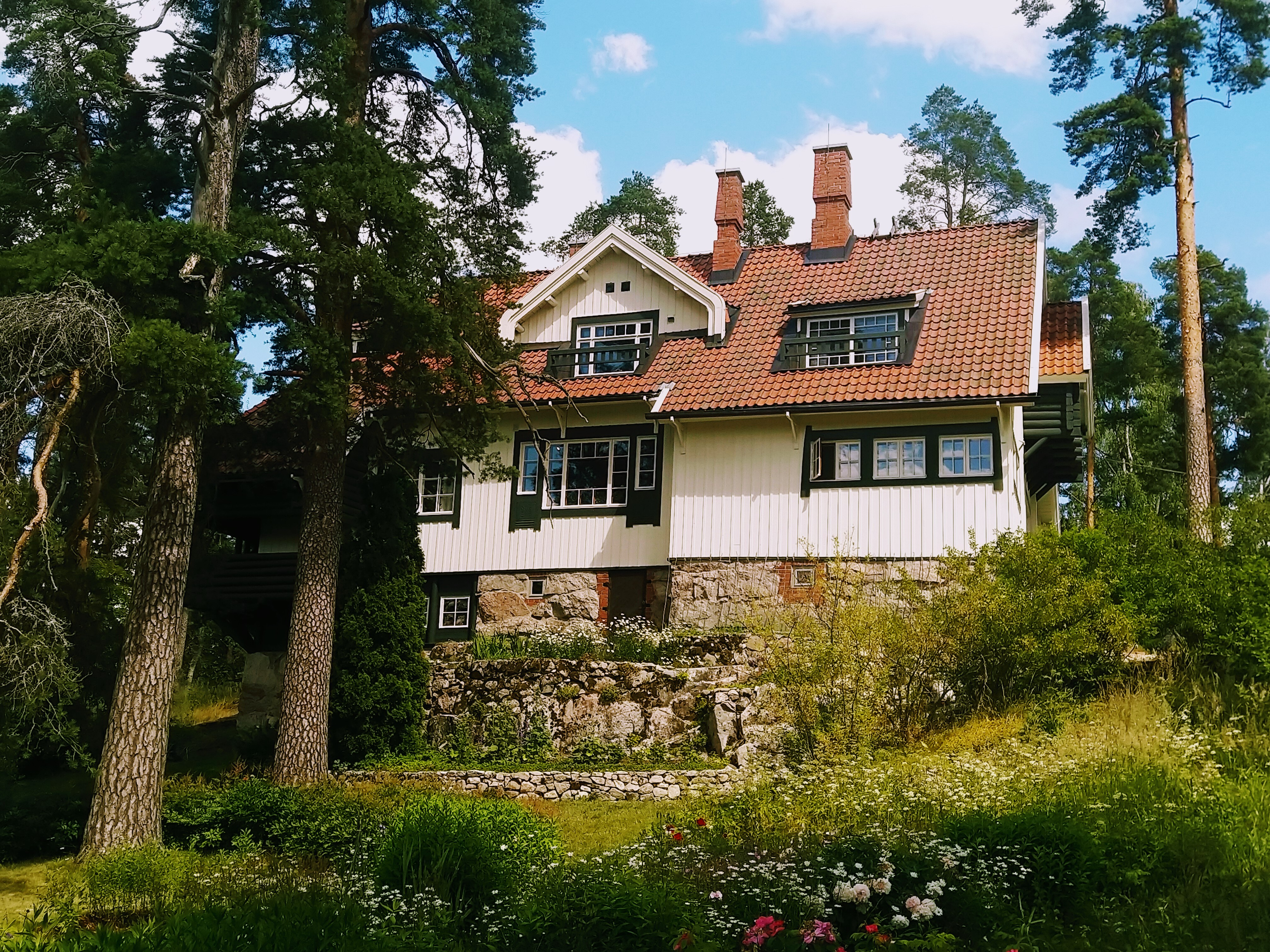
Ainola

Ainola (svenska: Ainos villa, Ainos ställe) var hem för Jean Sibelius, hans hustru Aino Sibelius och deras familj från hösten 1904 till 1972. Den ligger strax söder om Träskända stad. Huset ritades av Lars Sonck. Det enda önskemålet Sibelius hade var att ha en grön öppen spis i matsalen. Vattenledningar installerades inte förrän efter Jean Sibelius död, därför att han inte ville bli distraherad medan han komponerade.
Förutom bostadshuset finns en bastu och en verkstad. Sibelius avled på Ainola den 20 september 1957, varefter Aino bodde kvar på Ainola i ytterligare tolv år, innan hon gick bort den 8 juni 1969. Båda är begravda i trädgården.
År 1972 sålde döttrarna Eva, Ruth, Katarina, Margareta och Heidi fastigheten till finska staten. Undervisningsministeriet och Sibelius-Samfundet öppnade Ainola som museum 1974. Bland de personliga tillhörigheterna finns kvar bland annat en flygel, som Sibelius fick som gåva när han fyllde femtio år, samt målningar av Ainos bror Eero Järnefelt.

## Bildgalleri

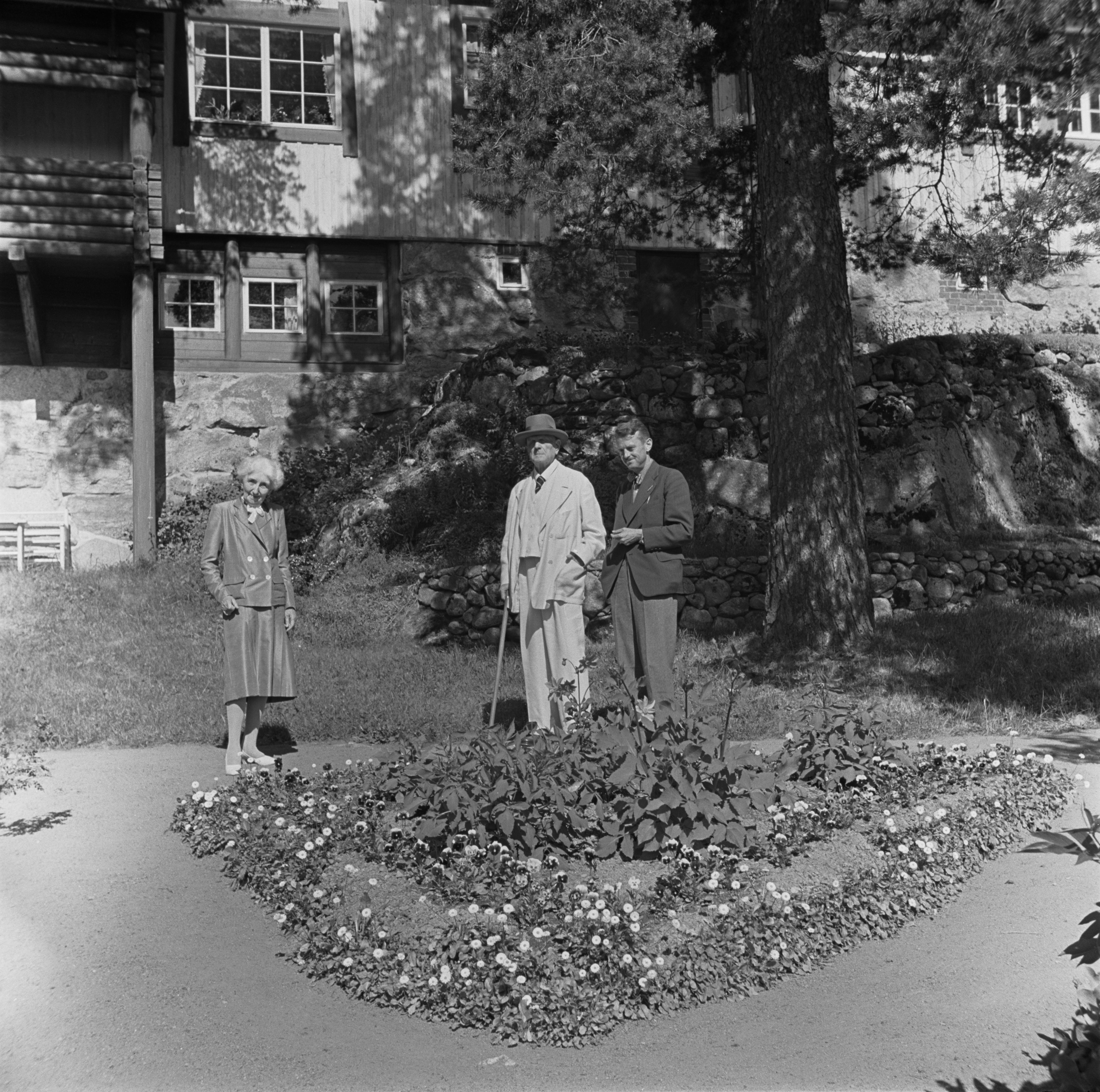
Jean och Aino Sibelius i trädgården 1940−45.
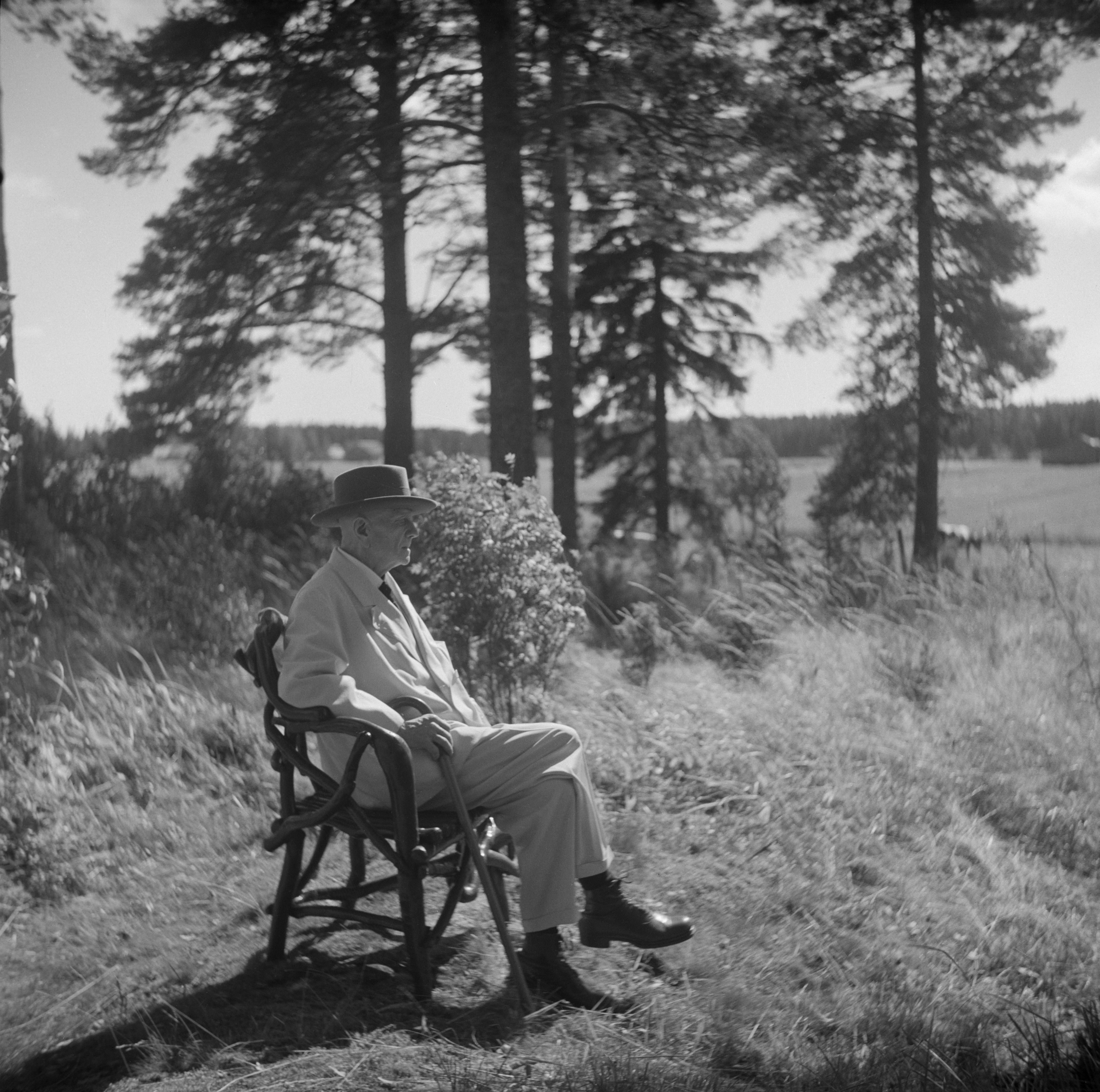
Jean Sibelius på Ainola, 1940−45.
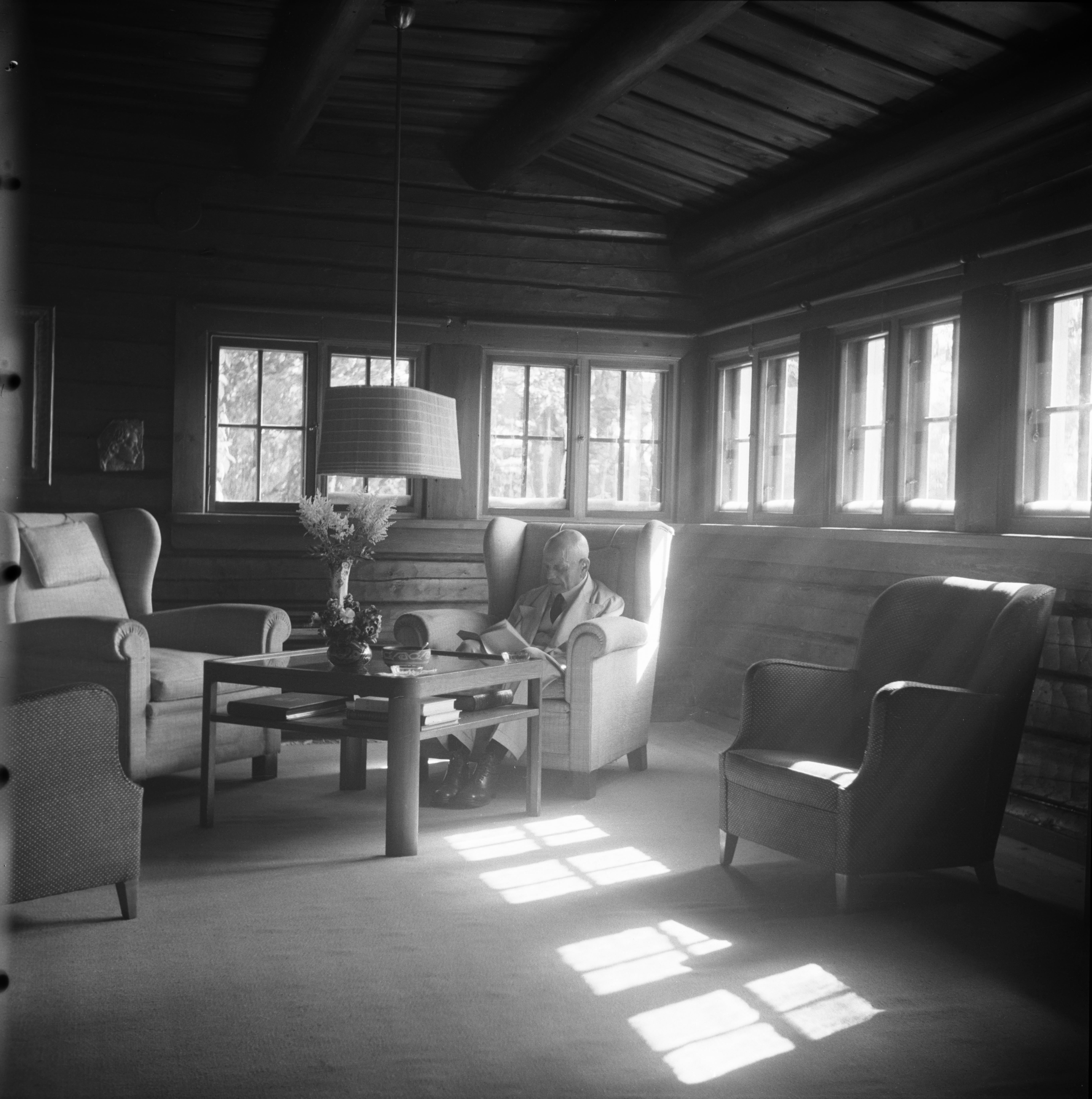
Jean Sibelius i rökrummet, 1940−45.
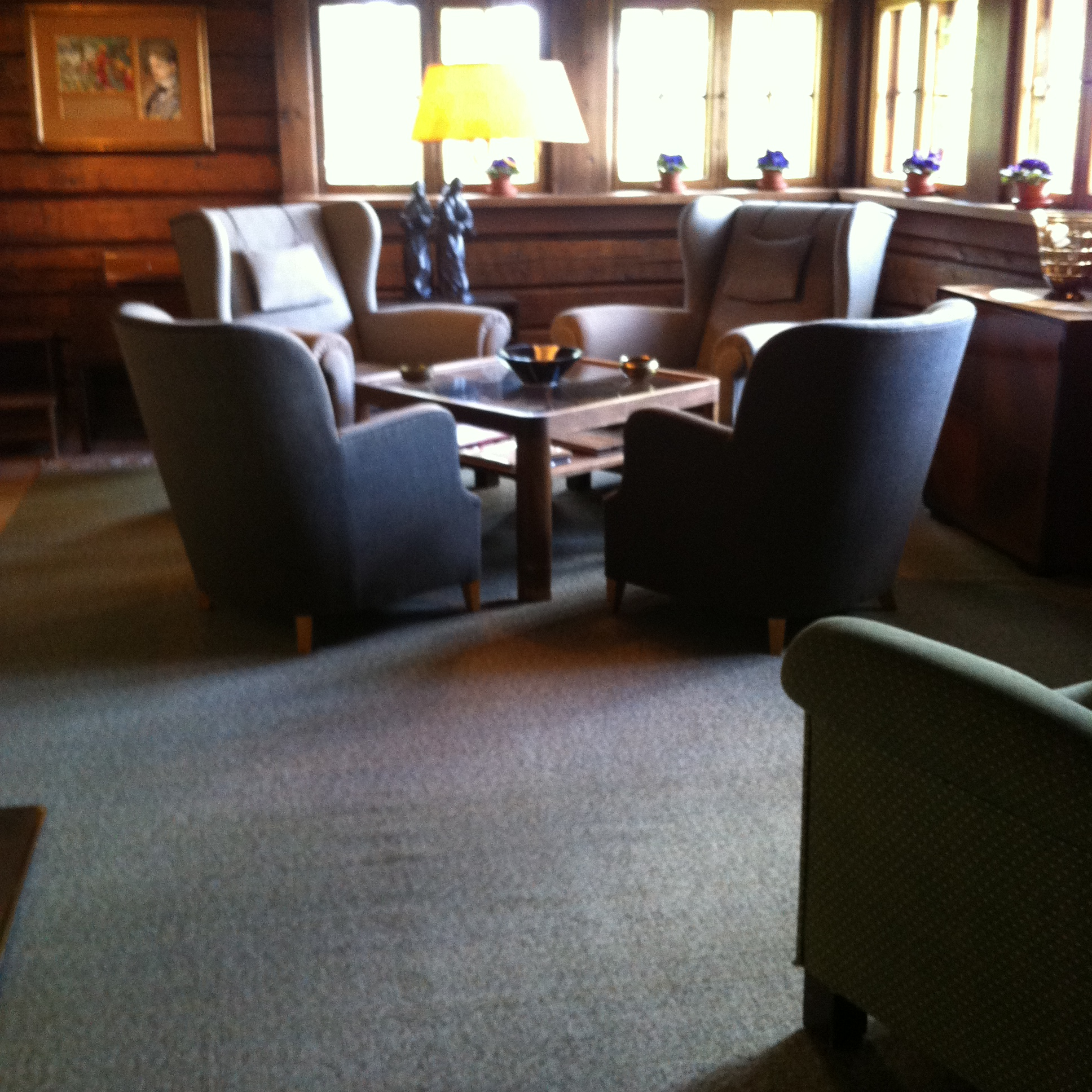
Rökrummet.
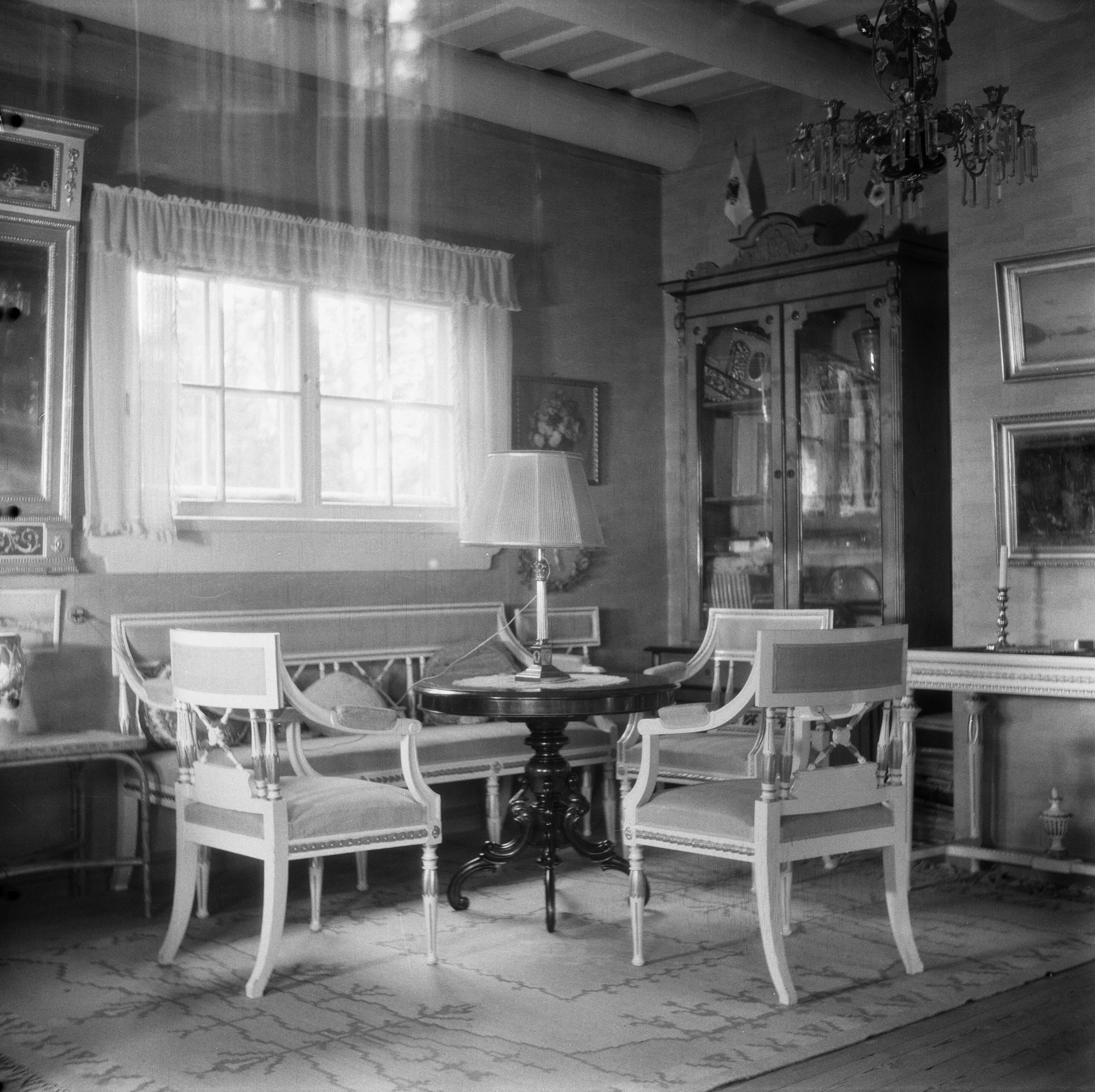
Salen.
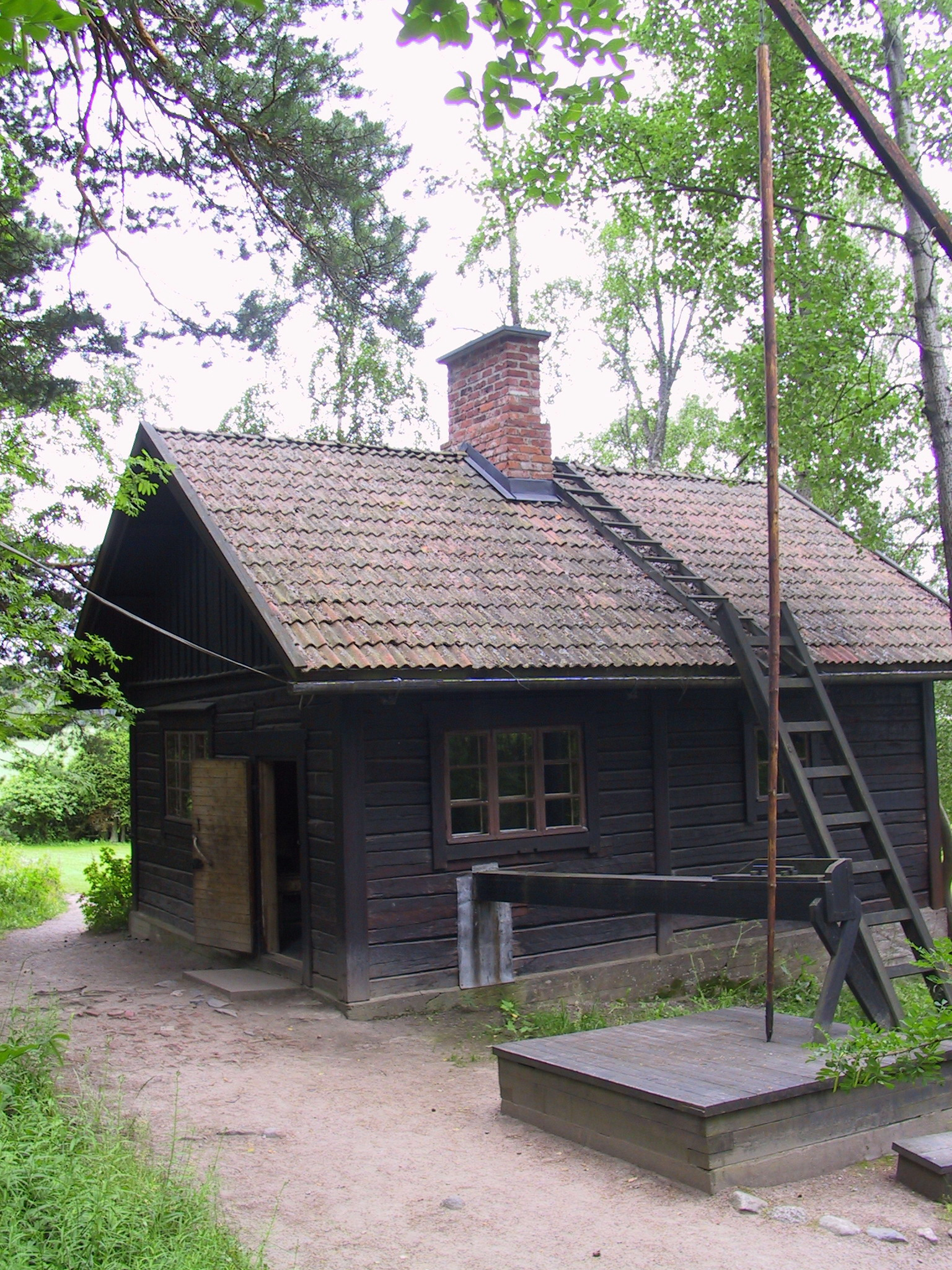
Ainolas bastu ritades av Aino Sibelius.